# Cours (Rhône)
Cours is een gemeente in het Franse departement Rhône in de regio Auvergne-Rhône-Alpes en telde op 1 januari 2022 4.329 inwoners. De gemeente maakt deel uit van het arrondissement Villefranche-sur-Saône.

## Geschiedenis
In 2016 is de gemeente ontstaan uit het samenvoegen van de voormalige gemeenten Cours-la-Ville, Pont-Trambouze en Thel.

## Geografie
De oppervlakte van Cours bedroeg op 1 januari 2022 33,81 vierkante kilometer; de bevolkingsdichtheid was toen 128 inwoners per km².
De gemeente grenst aan de gemeenten Belmont-de-la-Loire, Écoche, La Gresle, Le Cergne, Ranchal, Saint-Vincent-de-Reins en Thizy-les-Bourgs daarbij ligt het zo'n 70 kilometer ten noordoosten van Lyon.
De onderstaande kaart toont de ligging van Cours met de belangrijkste infrastructuur en aangrenzende gemeenten.

## Afbeeldingen

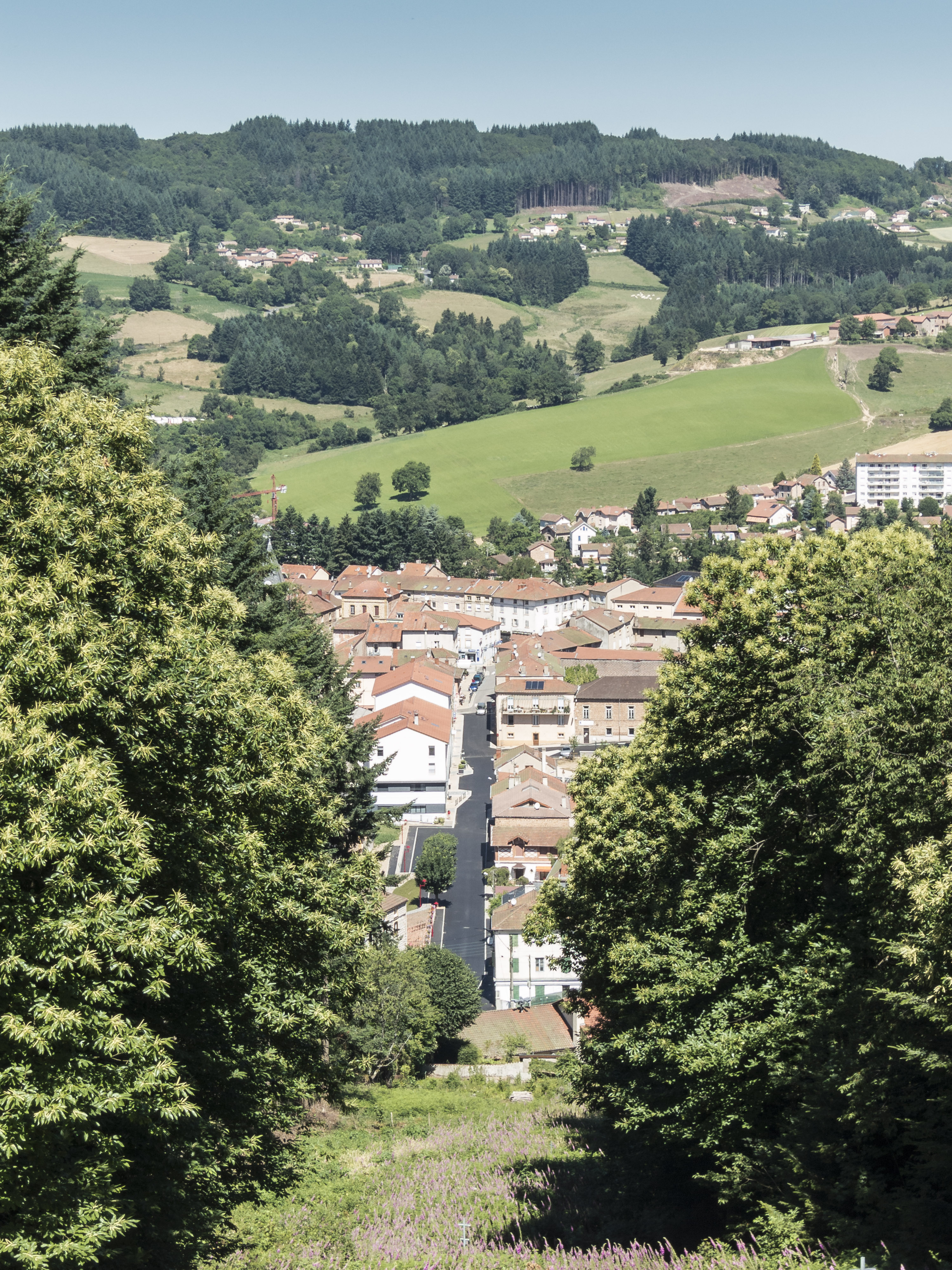
Cours-la-Ville
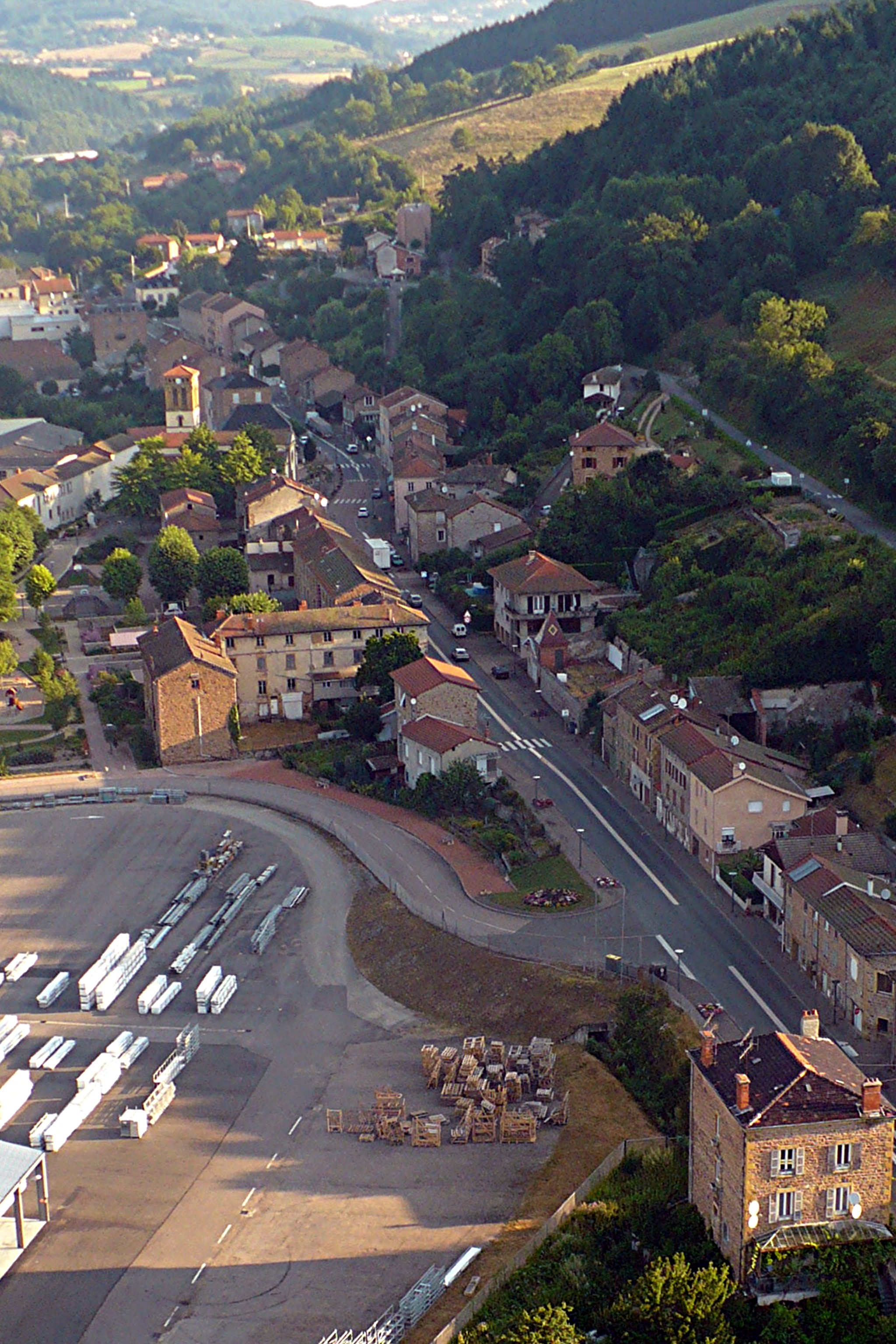
Pont-Trambouze
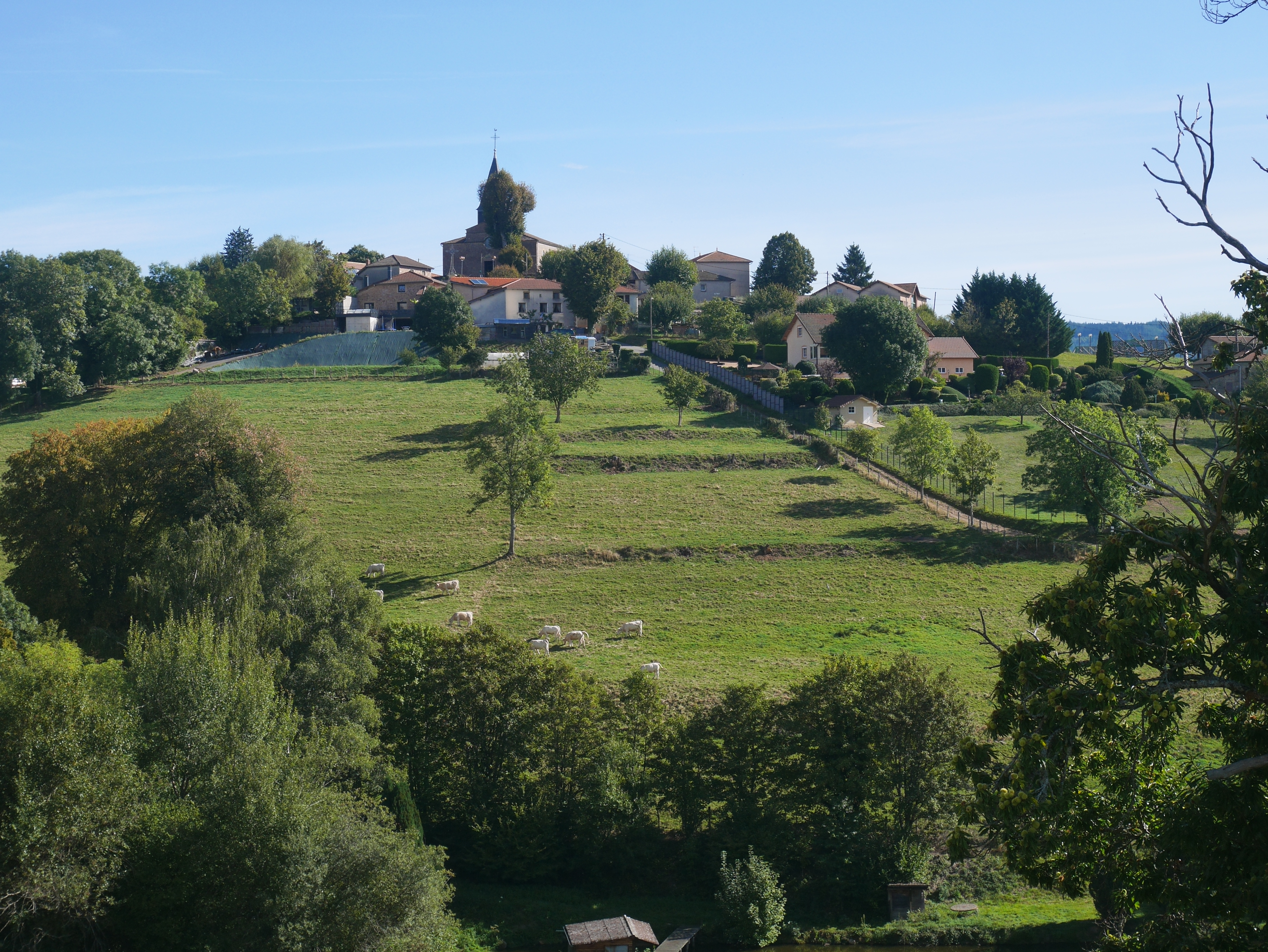
Thel